# Partido Socialista Operário Espanhol
O Partido Socialista Operário Espanhol (PSOE; espanhol: Partido Socialista Obrero Español) é um partido político de Espanha, fundado em 1879. Na atual legislatura, o PSOE preside o governo da Espanha desde 2 de junho de 2018. Faz parte do Partido Socialista Europeu.

## Ideologia
O PSOE foi fundado com o propósito de representar os interesses das novas classes trabalhadoras, nascidas da Revolução Industrial. Mudou sua base teórica desde sua fundação, adaptando-se às circunstâncias históricas do contexto europeu. Em 1979, sob direção do então secretário-geral Felipe González, abandonou as teses marxistas.
Atualmente, o partido enquadra-se ideologicamente entre os partidos progressistas e social-democratas europeus de centro-esquerda.

## Origens
O PSOE foi fundado clandestinamente em Madrid, no dia 2 de maio de 1879, a partir de um núcleo de intelectuais e operários (fundamentalmente tipógrafos), encabeçados por Pablo Iglesias Posse. É portanto o segundo partido espanhol mais antigo, sendo superado apenas pelo Partido Carlista, fundado em 1833.
O primeiro programa do novo partido político foi aprovado em uma assembleia de 40 pessoas, no dia 20 de julho de 1879.
O PSOE foi assim um dos primeiros partidos socialistas fundados na Europa, ainda que nunca tenha conseguido representação parlamentar até 8 de maio de 1910, quando a Conjunção Republicano-Socialista permitiu a Pablo Iglesias obter 40 899 votos, obtendo assim o título de deputado às Cortes. Iglesias foi reeleito em 1914, com 21 956 votos, às vésperas do assassinato de Jean Jaurès; dessa vez representava Oviedo. Em 9 de abril de 1916 novamente reelegeu-se com 18 054 votos; nas eleições de 24 de Fevereiro de 1918 obteve 27 694 votos, e pela primeira vez esteve acompanhado de outros socialistas: Julián Besteiro, Andrés Saborit, Francisco Largo Caballero, Daniel Anguiano e Indalecio Prieto – perseguido em 1917 por sua participação em uma greve geral revolucionária.
Tem estado presente na vida pública espanhola desde sua fundação, com uma participação direta na luta revolucionária contra o regime da Restauração, ou com a greve revolucionária de 1917, reprimida em Biscaia, Astúrias e Madrid.
Assim mesmo, o PSOE foi o único partido autorizado a permanecer na legalidade durante a ditadura de Primo de Rivera. Pois ainda que Pablo Iglesias tinha assinado o manifesto contra a ditadura de 13 de setembro de 1923, como presidente do partido e da UGT, houve uma divergência interna no partido quanto a postura frente ao regime militar. De um lado, Largo Caballero e Andrés Saborit eram partidários de uma certa colaboração com o fito de garantir o funcionamento do sindicato; Indalecio Prieto e Fernando de los Ríos eram contrários a essa colaboração. A crise terminou com a demissão de Prieto da Comissão Executiva, após nomeação de Largo Caballero como conselheiro de Estado de Primo de Rivera.
Com o advento da Segunda República o PSOE compôs governo no primeiro biênio. Durante o segundo biénio (ou "biénio negro") alguns dirigentes do partido se envolveram nos eventos revolucionários em Astúrias, conhecidos como Revolução de 1934; e depois de começada a Guerra Civil o PSOE não voltaria a compor governo. Nesse período Largo Caballero foi nomeado presidente do partido.
O PSOE foi colocado na ilegalidade pela fação franquista durante a Guerra Civil, como o foram todos os demais partidos e organizações políticas, com exceção das pertencentes ao chamado Movimiento Nacional (o partido único Falange Espanhola) e ao sindicato vertical da Central Nacional Sindicalista.
O PSOE foi oficialmente banido por Franco em 1939. Só seria legalizado novamente em 1977. Muitos socialistas permaneceram exilados durante a ditadura franquista. Na Espanha, o PSOE teve uma atividade clandestina inferior ao Partido Comunista da Espanha (PCE).

## Após a transição democrática
A renovação ideológica e política iniciada no começo da década de 1970 e culminada no Congresso de Suresnes (1974), encabeçada por Felipe González e uma nova geração de socialistas e com o apoio e a solidariedade da Internacional Socialista, pois o PSOE em condições de ser protagonista ativo da transição. E permitiu-lhe converter-se em uma força determinante nas primeiras eleições democráticas, em 1977. O apoio obtido por socialistas e por outros que propunham um processo de reconstrução e não apenas de reformas das instituições ditatoriais. O PSOE, com suas próprias contribuições e algumas renúncias a alguns de seus antigos postulados (como sua tradição republicana), em honra de acordo coletivo, contribuiu decisivamente para para alcançar o consenso do qual surgiria a atual constituição espanhola (de 1978).
Estando na oposição, colaborou com o desenvolvimento inicial da mesma e articulou uma alternativa política da qual se nutririam muitos de seus futuros projetos. Este apoio ao desenvolvimento constitucional não impediu o exercício de uma política de oposição sumamente dura contra o governo da Unión de Centro Democrático (UCD) de Adolfo Suárez, que governava com maioria simples. Como oposição a UCD, o partido adota uma posição marcadamente contrária à entrada da Espanha na OTAN, sendo frequente encontrar dirigentes socialistas em manifestações e marchas contrárias a OTAN.
No vigésimo sétimo congresso federal, celebrado em maio de 1979, se propôs através de Felipe González o abandono do marxismo. A proposta foi derrotada, o que levou González a não apresentar sua candidatura à reeleição para secretário-geral, e a consequente formação de uma comissão encarregada de organizar um congresso extraordinário. Este congresso realizou-se em 28 de setembro do mesmo ano, e nele Felipe González foi reeleito com ampla maioria, aprovando-se definitivamente o abandono das teses marxistas.
Depois da tentativa de golpe de 1981 e o processo de decomposição interna da UCD, o PSOE afiançou ainda mais sua posição como alternativa de governo. Assim, nas eleições gerais antecipadas celebradas em 28 de outubro de 1982, após um intervalo de meio século, o PSOE voltou ao governo com uma histórica vitória eleitoral (mais de 10 milhões de votos, ou 48,7%). Durante esta época, o partido foi financiado pelo governo venezuelano.

## Os governos de Felipe González (1982–1996)

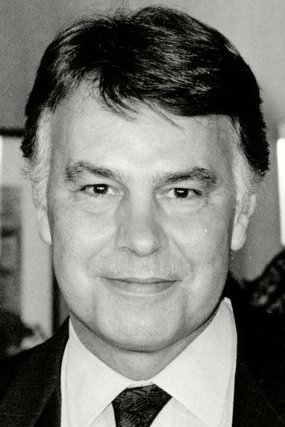
Felipe González, Presidente do Governo de 1982 a 1996.

Com Felipe González à frente do partido, o PSOE obteve a vitória em quatro eleições consecutivas (eleições gerais de 1982, 1986, 1989, 1993 – as três primeiras com maioria absoluta), chegando a governar consecutivamente quase catorze anos. Acumulou ao longo desse período um imenso caudal político que lhe permitiu transformar o país nos mais diversos campos, por meio de sua gestão feita em municípios, comunidades autônomas, governo da Espanha, Parlamento Europeu e Comissão Europeia.
A maioria dos ministros designados por Felipe González foram homens, todos civis. Estes governos avançaram na estabilidade democrática, que ficou em risco após a tentativa de golpe em 1981. Consagrou-se definitivamente a hegemonia do poder civil; a Espanha foi integrada à União Europeia; o país cresceu em respeito internacional; estreitou os laços políticos, culturais e econômicos com a América Latina e com o Magrebe; ampliaram-se os compromissos da Espanha com a OTAN; deu-se impulso ao modelo político das autonomias; deu-se maior efetividade ao reconhecimento dos direitos civis. Também assentaram-se os pilares básicos e desenvolveu-se o estado do bem-estar social (que chegava à Espanha com décadas de atraso em relação a vizinhos mais avançados); modernizou-se a economia; prosseguiu-se o desenvolvimento de infraestrutura; generalizaram-se as pensões, instituindo-se as não vinculadas a contribuições; universalizou-se a saúde; regulou-se a produção agrícola e procedeu-se ao desmantelamento de indústrias cuja competência gerava problemas na Comunidade Europeia; ampliou-se a proteção ao desempregado; surgiu uma certa consciência meio-ambiental; estendeu-se a educação, prolongando sua obrigatoriedade em dois anos, e garantindo-a até os 16 anos; colocou-se em marcha políticas de igualdade.
O modelo desenvolvido pelo PSOE a partir de 1982 por quase uma década e meia não seguia o projeto socialista tradicional, uma vez que atendia as necessidades do modelo econômico capitalista. Isto gerou forte distanciamento entre o partido e o sindicato UGT, que participou de greves gerais.
Ao longo de seus quatro governos consecutivos, o PSOE foi também criticado em numerosas ocasiões, como por exemplo pela permanência espanhola na OTAN. Embora o partido houvesse se oposto à adesão, depois de chegar ao governo a maioria dos líderes socialistas passaram a apoiá-la. Em 1986 o governo convocou e ganhou um referendo sobre o assunto, no qual apoiava o voto favorável à Organização. Criticou-se este governo também por evitar os nomes oficiais de Organização do Tratado do Atlântico Norte e OTAN e utilizar, em seu lugar, os termos "Aliança Atlântica". Um símbolo desta mudança da política do PSOE é Javier Solana, que fizera campanha contra a OTAN quando o partido era oposição mas acabou nomeado Secretário-Geral da aliança militar.
Durante esses anos, os cargos, as sedes e inclusive alguns militantes de base do PSOE foram objeto das organizações terroristas bascas ETA, Comandos Autónomos Anticapitalistas e grupos afins. Da sua parte, vários cargos do PSOE financiaram e dirigiram o terrorismo dos GAL na Espanha e França.
A crise econômica de 1993, os escândalos de terrorismo de Estado, como o caso GAL e numerosos escândalos de corrupção político-econômica, como o caso do tráfico de influências exercido por Juan Guerra, irmão do vice-presidente do governo Alfonso Guerra, no caso Ibercorp onde estava implicado o presidente do Banco Central espanhol, Mariano Rubio ou o do Diretor Geral da Guarda Civil Luís Roldán, entre os de maior repercussão, corroeram a popularidade de Felipe González, e em 1996 o PSOE perdeu as eleições, com o que o conservador Partido Popular chegou ao poder e o PSOE foi relegado à oposição.

## Passagem para a Oposição
No 34º Congresso do partido, realizado em Madrid nos dias 20 e 22 de Junho de 1997, Felipe González abdicou da direção do partido e foi substituído, como Secretário Geral, por Joaquín Almunia.
Também superado pelo PP no parlamento espanhol, o PSOE seguiu sendo um partido de grade relevância, mantendo o poder nas várias comunidades autônomas e numerosas prefeituras. Além disso, uma vez que a oposição voltou a se aproximar da UGT, e colaborou com outros sindicatos, organizações não governamentais e associações pacifistas e de esquerda em várias campanhas.
O acontecimento de ficar fora dos governos central, basco e navarro não fez com que o PSOE deixasse de ser alvo do ETA.
Em relação à sua organização interna, o PSOE adotou como norma apresentar listas paritárias, com igual número de mulheres que de homens e começou a organizar eleições primárias para eleger os que encabeçariam as listas diretamente entre todos os afiliados. Isso o ajudava a conseguir repercussão na mídia durante as pré-campanhas. Nas primárias de 24 de abril de 1998 para as eleições gerais de 2000, se apresentaram o próprio Joaquín Almunia e Josep Borrell. O eleito, com 55% dos votos, foi Josep Borrell, que finalmente acabou renunciando em favor de Almunia devido à pressão da mídia e a falta de apoio da direção.
Por causa das eleições gerais, onde o PP ganhou com maioria absoluta, Almunia se viu forçado a se demitir.

## Os governos de José Luis Zapatero (2004-2011)

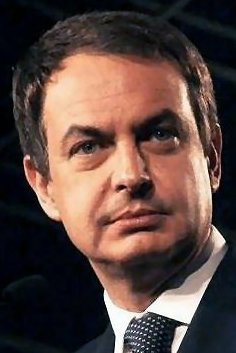
José Luis Zapatero, Presidente do Governo de 2004 a 2011.

No congresso do partido celebrado no verão de 2000, foi eleito secretário geral o então desconhecido José Luis Rodríguez Zapatero, em detrimento de outros candidatos do partido mais conhecidos.
Sob o liderado de Zapatero, o PSOE recuperou terreno eleitoral frente ao PP, superou o seu rival nas eleições autonômicas e municipais de 2003 e ganhou as eleições gerais de 2004 (com maioria simples) e europeias do mesmo ano. Sua política de governo centrou-se na ampliação e a melhora dos direitos civis, a igualdade, a reforma da educação e o desenvolvimento do modelo territorial espanhol através da conceção de amplas reformas dos Estatutos das Comunidades Autônomas. A orientação destas reformas, tendentes a aumentar o teto de autogoverno das autonomias até o máximo contemplado pela Constituição, gerou um aceso debate no seio da sociedade espanhola entre os seus partidários (nacionalistas e regionalistas dos diferentes territórios) e os seus detratores (essencialmente, o Partido Popular).
Nas eleições gerais de 2008, o Partido Socialista Obrero Espanhol voltou a ganhar os comícios, obtendo 169 deputados, cinco mais que em 2004 e 43,87 % dos votos.
Em 2011, decidiu que não se recandidatava a um terceiro mandato a Presidente do Governo de Espanha, tendo o PSOE designado o Vice-Presidente do Governo Alfred Pérez Rubalcaba que seria o candidato escolhido mas vinha a perder as Eleições Gerais de 2011 para o Partido Popular liderado por Mariano Rajoy.
Em 2012, no 38º Congresso Nacional do PSOE, José Luis Zapatero deixou o cargo de Secretário Geral e foi substituído por Alfred Pérez Rubalcaba, que foi eleito líder do partido por uma diferença de 487 votos contra os 465 votos de Carme Chacón, registaram-se ainda dois votos em branco e um nulo. Ambos os candidatos foram Vice-Presidente e Ministra da Defesa nos governos de Zapatero.

## Passagem para a Oposição
Foi superado pelo PP no parlamento espanhol nas eleições de 2011, 2015 e 2016, o PSOE seguiu sendo um partido de grade relevância, mantendo o poder em várias comunidades autônomas e prefeituras.

## Os governos de Pedro Sánchez (2018-atual)

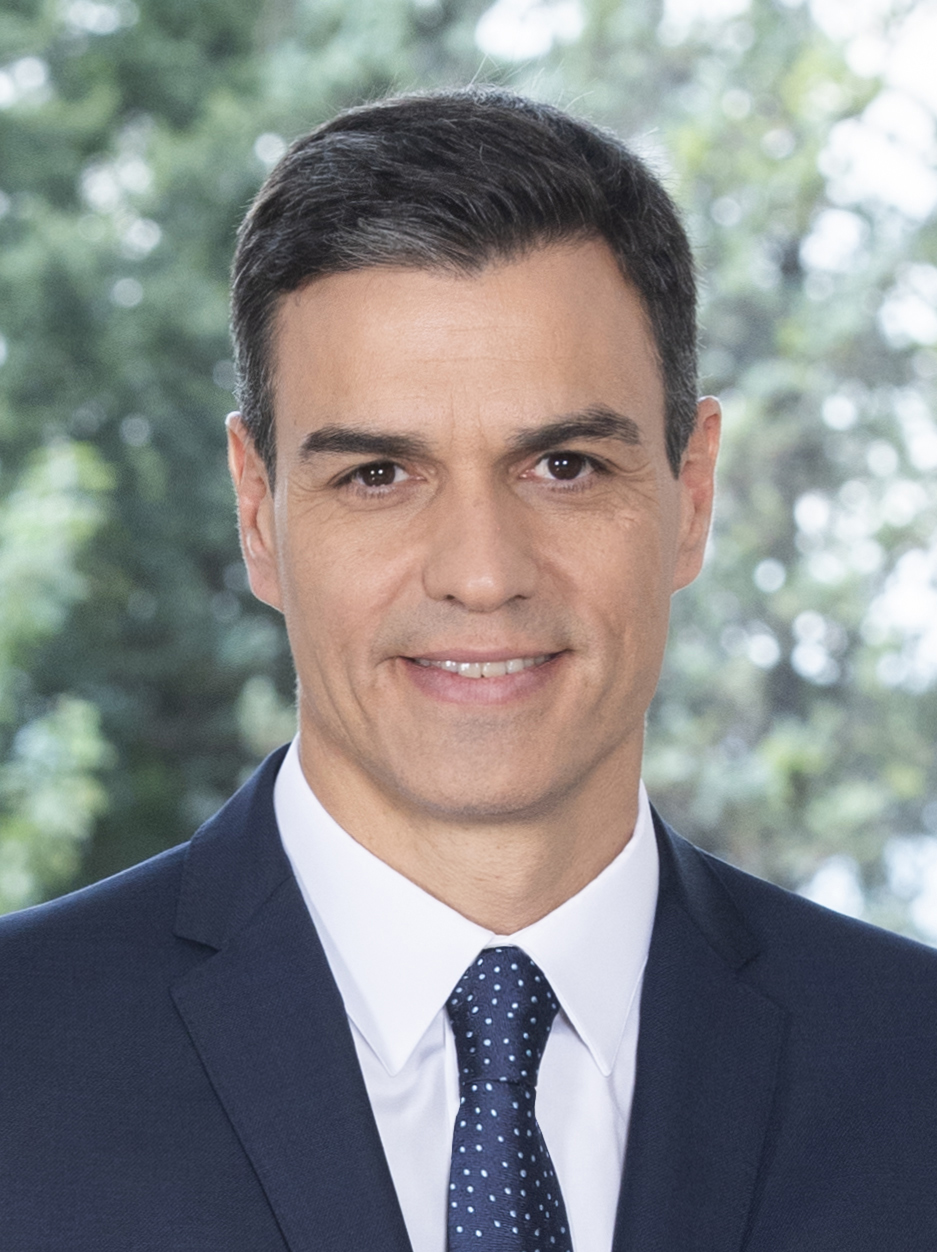
Pedro Sánchez, Presidente do Governo desde 2018.

Em 1º de junho de 2018, Pedro Sánchez Pérez-Castejón foi eleito presidente de governo da Espanha, após obter o apoio de outras formações parlamentárias para aprovar uma moção de censura contra o governo de Mariano Rajoy. Foi empossado como presidente do país no dia 2 de junho, no Palácio da Zarzuela, pelo rei Filipe VI.
Nas eleições gerais de 28 de abril de 2019, o PSOE ganhou as eleições com 28,7% dos votos e 123 cadeiras no Congresso dos Deputados (somando 38 deputados a mais que na legislatura anterior) e ganhou também a maioria do Senado, com 137 senadores, voltando a ser o partido político mais votado na Espanha. No entanto, sem conseguir formar governo, o Parlamento espanhol foi dissolvido pelo rei no dia 24 de setembro de 2019, com novas eleições convocadas para o dia 10 de novembro do mesmo ano.
Um dos destaques do governo de Sánchez foi o seu objetivo prioritário de aplicar a Lei de Memória Histórica, inclusive, sugerindo sua reforma. Dentre as medidas, destaca-se a de exumação e transladação dos restos mortais do ditador Francisco Franco, que se encontram no Valle dos Caídos, a um cemitério civil. Com tal medida, levada a cabo no dia 24 de outubro de 2019, o seu governo defende que um estado democrático, como a Espanha, não pode conceder um mausoléu de estado ao ditador fascista.
Nas eleições gerais de 10 de novembro de 2019, o Partido Socialista, mais uma vez, venceu as eleições com 28% dos votos e 120 cadeiras no Congresso dos Deputados (3 a menos que nas eleições falidas de abril de 2019) e 110 senadores. Após estabelecer um acordo de governo de coalizão com o Unidas Podemos, algo inédito na história recente espanhola, Pedro Sánchez foi reinvestido como presidente do governo da Espanha em 7 de janeiro de 2020.

## Resultados Eleitorais

### Eleições legislativas

#### Câmara dos Deputados
| Data    | Líder                        | CI. | Votos      | %            | +/-  | Deputados | +/- | Status   |
| ------- | ---------------------------- | --- | ---------- | ------------ | ---- | --------- | --- | -------- |
| 1977    | Felipe González              | 2.º | 5 371 866  | 29,3 / 100,0 |      | 118 / 350 |     | Oposição |
| 1979    | Felipe González              | 2.º | 5 469 813  | 30,8 / 100,0 | 1,1  | 121 / 350 | 3   | Oposição |
| 1982    | Felipe González              | 1.º | 10 127 392 | 48,1 / 100,0 | 17,7 | 202 / 350 | 81  | Governo  |
| 1986    | Felipe González              | 1.º | 8 901 718  | 44,1 / 100,0 | 4,0  | 184 / 350 | 18  | Governo  |
| 1989    | Felipe González              | 1.º | 8 115 568  | 39,6 / 100,0 | 4,5  | 175 / 350 | 9   | Governo  |
| 1993    | Felipe González              | 1.º | 9 150 083  | 38,8 / 100,0 | 0,8  | 159 / 350 | 16  | Governo  |
| 1996    | Felipe González              | 2.º | 9 425 678  | 37,6 / 100,0 | 1,2  | 141 / 350 | 18  | Oposição |
| 2000    | Joaquín Almunia              | 2.º | 7 918 752  | 34,2 / 100,0 | 3,4  | 125 / 350 | 16  | Oposição |
| 2004    | José Luis Rodríguez Zapatero | 1.º | 11 026 163 | 42,6 / 100,0 | 8,4  | 164 / 350 | 39  | Governo  |
| 2008    | José Luis Rodríguez Zapatero | 1.º | 11 289 335 | 43,9 / 100,0 | 1,3  | 169 / 350 | 5   | Governo  |
| 2011    | Alfredo Pérez Rubalcaba      | 2.º | 7 003 511  | 28,1 / 100,0 | 15,1 | 110 / 350 | 59  | Oposição |
| 2015    | Pedro Sánchez                | 2.º | 5 545 315  | 22,0 / 100,0 | 6,8  | 90 / 350  | 20  | Oposição |
| 2016    | Pedro Sánchez                | 2.º | 5 424 709  | 22,7 / 100,0 | 0,7  | 85 / 350  | 5   | Governo  |
| 04/2019 | Pedro Sánchez                | 1.º | 7 480 755  | 28,7 / 100,0 | 6,0  | 123 / 350 | 38  | -        |
| 11/2019 | Pedro Sánchez                | 1.º | 6 752 983  | 28,0 / 100,0 | 0,7  | 120 / 350 | 3   | Governo  |

#### Senado
| Data    | Líder                        | Senadores | +/- | Status   |
| ------- | ---------------------------- | --------- | --- | -------- |
| 1977    | Felipe González              | 49 / 248  |     | Oposição |
| 1979    | Felipe González              | 61 / 208  | 12  | Oposição |
| 1982    | Felipe González              | 134 / 227 | 73  | Governo  |
| 1986    | Felipe González              | 124 / 254 | 10  | Governo  |
| 1989    | Felipe González              | 107 / 254 | 17  | Governo  |
| 1993    | Felipe González              | 96 / 256  | 11  | Governo  |
| 1996    | Felipe González              | 81 / 257  | 15  | Oposição |
| 2000    | Joaquín Almunia              | 69 / 259  | 12  | Oposição |
| 2004    | José Luis Rodríguez Zapatero | 96 / 259  | 27  | Governo  |
| 2008    | José Luis Rodríguez Zapatero | 107 / 264 | 9   | Governo  |
| 2011    | Alfredo Pérez Rubalcaba      | 66 / 266  | 51  | Oposição |
| 2015    | Pedro Sánchez                | 67 / 266  | 1   | Oposição |
| 2016    | Pedro Sánchez                | 63 / 266  | 4   | Governo  |
| 04/2019 | Pedro Sánchez                | 137 / 266 | 74  | -        |
| 11/2019 | Pedro Sánchez                | 110 / 266 | 27  | Governo  |

### Eleições europeias
| Data | Líder do partido             | Cabeça de lista             | CI. | Votos     | %             | +/-  | Deputados | +/- |
| ---- | ---------------------------- | --------------------------- | --- | --------- | ------------- | ---- | --------- | --- |
| 1987 | Felipe González              | Fernando Morán              | 1.º | 7 522 706 | 39,1 / 100,0  |      | 28 / 60   |     |
| 1989 | Felipe González              | Fernando Morán              | 1.º | 6 275 552 | 39,6 / 100,0  | 0,5  | 27 / 60   | 1   |
| 1994 | Felipe González              | Fernando Morán              | 2.º | 5 719 707 | 30,8 / 100,0  | 8,8  | 22 / 64   | 5   |
| 1999 | Joaquín Almunia              | Rosa Díez                   | 2.º | 7 477 823 | 35,3 / 100,0  | 4,5  | 24 / 64   | 2   |
| 2004 | José Luis Rodríguez Zapatero | Josep Borrell               | 1.º | 6 741 112 | 43,5 / 100,0  | 8,2  | 25 / 54   | 1   |
| 2009 | José Luis Rodríguez Zapatero | Juan Fernando López Aguilar | 2.º | 6 141 784 | 38,8 / 100,0  | 4,7  | 23 / 54   | 2   |
| 2014 | Alfredo Pérez Rubalcaba      | Elena Valenciano            | 2.º | 3 614 232 | 23,0 / 100,0  | 15,8 | 14 / 54   | 9   |
| 2019 | Pedro Sánchez                | Josep Borrell               | 1.º | 7 342124  | 32,84 / 100,0 | 9,84 | 20 / 54   | 6   |

### Eleições regionais

#### Andaluzia
| Data | CI. | Votos     | %            | +/-  | Deputados | +/-     | Status   |
| ---- | --- | --------- | ------------ | ---- | --------- | ------- | -------- |
| 1982 | 1.º | 1 498 619 | 52,6 / 100,0 |      | 66 / 109  |         | Governo  |
| 1986 | 1.º | 1 581 513 | 47,0 / 100,0 | 5,6  | 60 / 109  | 6       | Governo  |
| 1990 | 1.º | 1 368 576 | 49,6 / 100,0 | 2,6  | 62 / 109  | 2       | Governo  |
| 1994 | 1.º | 1 395 131 | 38,7 / 100,0 | 10,9 | 45 / 109  | 17      | Governo  |
| 1996 | 1.º | 1 903 160 | 44,1 / 100,0 | 5,4  | 52 / 109  | 7       | Governo  |
| 2000 | 1.º | 1 790 653 | 44,3 / 100,0 | 0,2  | 52 / 109  | Estável | Governo  |
| 2004 | 1.º | 2 260 545 | 50,4 / 100,0 | 6,1  | 61 / 109  | 9       | Governo  |
| 2008 | 1.º | 2 178 296 | 48,4 / 100,0 | 2,0  | 56 / 109  | 5       | Governo  |
| 2012 | 2.º | 1 527 923 | 39,6 / 100,0 | 8,8  | 47 / 109  | 9       | Governo  |
| 2015 | 1.º | 1 411 278 | 35,4 / 100,0 | 4,2  | 47 / 109  | Estável | Governo  |
| 2018 | 1.º | 1 009 243 | 28,0 / 100,0 | 7,4  | 33 / 109  | 14      | Oposição |

#### Aragão
| Data | CI. | Votos   | %            | +/-  | Deputados | +/- | Status   |
| ---- | --- | ------- | ------------ | ---- | --------- | --- | -------- |
| 1983 | 1.º | 283 226 | 46,8 / 100,0 |      | 33 / 66   |     | Governo  |
| 1987 | 1.º | 228 170 | 35,7 / 100,0 | 11,1 | 27 / 67   | 6   | Oposição |
| 1991 | 1.º | 247 485 | 40,3 / 100,0 | 4,6  | 30 / 67   | 3   | Oposição |
| 1995 | 2.º | 180 728 | 25,7 / 100,0 | 14,6 | 19 / 67   | 11  | Oposição |
| 1999 | 2.º | 201 117 | 30,8 / 100,0 | 5,1  | 23 / 67   | 4   | Governo  |
| 2003 | 1.º | 270 468 | 37,9 / 100,0 | 7,1  | 27 / 67   | 4   | Governo  |
| 2007 | 1.º | 276 415 | 41,1 / 100,0 | 3,2  | 30 / 67   | 3   | Governo  |
| 2011 | 2.º | 197 189 | 29,0 / 100,0 | 12,1 | 22 / 67   | 8   | Oposição |
| 2015 | 2.º | 143 096 | 21,4 / 100,0 | 7,6  | 18 / 67   | 4   | Governo  |
| 2019 | 1.º | 203 933 | 30,8 / 100,0 | 9,4  | 24 / 67   | 6   | Governo  |

#### Principado das Astúrias
| Data | CI. | Votos   | %            | +/-  | Deputados | +/- | Status   |
| ---- | --- | ------- | ------------ | ---- | --------- | --- | -------- |
| 1983 | 1.º | 293 320 | 52,0 / 100,0 |      | 26 / 45   |     | Governo  |
| 1987 | 1.º | 222 326 | 38,8 / 100,0 | 12,2 | 20 / 45   | 6   | Governo  |
| 1991 | 1.º | 218 193 | 41,0 / 100,0 | 2,2  | 21 / 45   | 1   | Governo  |
| 1995 | 2.º | 219 527 | 33,8 / 100,0 | 7,2  | 17 / 45   | 4   | Oposição |
| 1999 | 1.º | 284 972 | 46,0 / 100,0 | 12,2 | 24 / 45   | 7   | Governo  |
| 2003 | 1.º | 250 474 | 40,5 / 100,0 | 5,5  | 22 / 45   | 2   | Governo  |
| 2007 | 1.º | 252 201 | 42,0 / 100,0 | 1,5  | 21 / 45   | 1   | Governo  |
| 2011 | 1.º | 179 619 | 29,9 / 100,0 | 12,1 | 15 / 45   | 6   | Oposição |
| 2012 | 1.º | 161 159 | 32,1 / 100,0 | 2,2  | 17 / 45   | 2   | Governo  |
| 2015 | 1.º | 143 851 | 26,5 / 100,0 | 5,6  | 14 / 45   | 3   | Governo  |
| 2019 | 1.º | 185 422 | 35,3 / 100,0 | 8,8  | 20 / 45   | 6   | Governo  |

#### Ilhas Baleares
| Data | CI. | Votos   | %            | +/- | Deputados | +/-     | Status   |
| ---- | --- | ------- | ------------ | --- | --------- | ------- | -------- |
| 1983 | 2.º | 107 906 | 34,7 / 100,0 |     | 21 / 54   |         | Oposição |
| 1987 | 2.º | 107 762 | 32,5 / 100,0 | 2,2 | 21 / 59   | Estável | Oposição |
| 1991 | 2.º | 102 060 | 30,1 / 100,0 | 2,4 | 21 / 59   | Estável | Oposição |
| 1995 | 2.º | 90 008  | 24,0 / 100,0 | 6,1 | 16 / 59   | 5       | Oposição |
| 1999 | 2.º | 98 024  | 26,9 / 100,0 | 2,9 | 20 / 59   | 3       | Governo  |
| 2003 | 2.º | 121 425 | 28,5 / 100,0 | 1,6 | 20 / 59   | Estável | Oposição |
| 2007 | 2.º | 136 027 | 32,5 / 100,0 | 4,0 | 22 / 59   | 2       | Governo  |
| 2011 | 2.º | 104 628 | 24,9 / 100,0 | 7,6 | 19 / 59   | 3       | Oposição |
| 2015 | 2.º | 83 804  | 19,4 / 100,0 | 5,5 | 14 / 59   | 4       | Governo  |
| 2019 | 1.º | 116 496 | 27,3 / 100,0 | 7,9 | 19 / 59   | 5       | Governo  |

#### País Basco
| Data | CI. | Votos   | %            | +/-  | Deputados | +/-     | Status   |
| ---- | --- | ------- | ------------ | ---- | --------- | ------- | -------- |
| 1980 | 3.º | 130 221 | 14,2 / 100,0 |      | 9 / 60    |         | Oposição |
| 1984 | 2.º | 247 786 | 23,0 / 100,0 | 8,8  | 19 / 75   | 10      | Oposição |
| 1986 | 2.º | 252 233 | 22,0 / 100,0 | 1,0  | 19 / 75   | Estável | Governo  |
| 1990 | 2.º | 207 736 | 19,8 / 100,0 | 2,2  | 16 / 75   | 3       | Oposição |
| 1994 | 2.º | 174 682 | 16,8 / 100,0 | 3,0  | 12 / 75   | 4       | Governo  |
| 1998 | 4.º | 220 052 | 17,4 / 100,0 | 0,6  | 14 / 75   | 2       | Oposição |
| 2001 | 3.º | 253 195 | 17,8 / 100,0 | 0,4  | 13 / 75   | 1       | Oposição |
| 2005 | 2.º | 274 546 | 22,5 / 100,0 | 4,7  | 18 / 75   | 5       | Oposição |
| 2009 | 2.º | 318 112 | 30,4 / 100,0 | 7,9  | 25 / 75   | 7       | Governo  |
| 2012 | 3.º | 212 809 | 18,9 / 100,0 | 11,5 | 16 / 75   | 9       | Governo  |
| 2016 | 4.º | 126 420 | 11,9 / 100,0 | 7,0  | 9 / 75    | 7       | Governo  |
| 2020 | 3.º | 122 248 | 13,6 / 100,0 | 1,7  | 10 / 75   | 1       | Governo  |

#### Ilhas Canárias
| Data | CI. | Votos   | %            | +/-  | Deputados | +/-     | Status   |
| ---- | --- | ------- | ------------ | ---- | --------- | ------- | -------- |
| 1983 | 1.º | 233 991 | 41,2 / 100,0 |      | 27 / 60   |         | Governo  |
| 1987 | 1.º | 185 916 | 27,8 / 100,0 | 13,4 | 21 / 60   | 6       | Oposição |
| 1991 | 1.º | 229 692 | 33,0 / 100,0 | 5,2  | 23 / 60   | 2       | Governo  |
| 1995 | 3.º | 183 969 | 23,1 / 100,0 | 9,9  | 16 / 60   | 7       | Oposição |
| 1999 | 2.º | 199 503 | 24,0 / 100,0 | 0,9  | 19 / 60   | 3       | Oposição |
| 2003 | 3.º | 235 234 | 25,4 / 100,0 | 1,4  | 17 / 60   | 2       | Oposição |
| 2007 | 1.º | 322 833 | 34,5 / 100,0 | 9,1  | 26 / 60   | 9       | Oposição |
| 2011 | 3.º | 190 028 | 21,0 / 100,0 | 13,5 | 15 / 60   | 11      | Governo  |
| 2015 | 1.º | 182 006 | 19,9 / 100,0 | 1,1  | 15 / 60   | Estável | Governo  |
| 2019 | 1.º | 257 642 | 28,9 / 100,0 | 9,0  | 22 / 70   | 7       | Governo  |

#### Cantábria
| Data | CI. | Votos   | %            | +/- | Deputados | +/- | Status   |
| ---- | --- | ------- | ------------ | --- | --------- | --- | -------- |
| 1983 | 2.º | 107 168 | 38,4 / 100,0 |     | 15 / 35   |     | Oposição |
| 1987 | 2.º | 87 230  | 29,6 / 100,0 | 8,8 | 13 / 39   | 2   | Oposição |
| 1991 | 1.º | 102 958 | 34,8 / 100,0 | 5,2 | 16 / 39   | 3   | Oposição |
| 1995 | 2.º | 80 464  | 25,1 / 100,0 | 9,7 | 10 / 39   | 6   | Oposição |
| 1999 | 2.º | 105 004 | 33,1 / 100,0 | 8,0 | 14 / 39   | 4   | Oposição |
| 2003 | 2.º | 103 608 | 30,0 / 100,0 | 3,1 | 13 / 39   | 1   | Governo  |
| 2007 | 3.º | 84 982  | 24,5 / 100,0 | 5,5 | 10 / 39   | 3   | Governo  |
| 2011 | 3.º | 55 541  | 16,4 / 100,0 | 8,1 | 7 / 39    | 3   | Oposição |
| 2015 | 3.º | 45 653  | 14,0 / 100,0 | 2,4 | 5 / 35    | 2   | Governo  |
| 2019 | 3.º | 57 098  | 17,6 / 100,0 | 3,6 | 6 / 35    | 1   | Governo  |

#### Catalunha
| Data | CI. | Votos     | %            | +/-  | Deputados | +/- | Status   |
| ---- | --- | --------- | ------------ | ---- | --------- | --- | -------- |
| 1980 | 2.º | 606 717   | 22,4 / 100,0 |      | 33 / 135  |     | Oposição |
| 1984 | 2.º | 866 281   | 30,1 / 100,0 | 7,7  | 41 / 135  | 8   | Oposição |
| 1988 | 2.º | 802 828   | 29,8 / 100,0 | 0,3  | 42 / 135  | 1   | Oposição |
| 1992 | 2.º | 728 311   | 27,5 / 100,0 | 2,3  | 40 / 135  | 2   | Oposição |
| 1995 | 2.º | 802 252   | 24,9 / 100,0 | 2,6  | 34 / 135  | 6   | Oposição |
| 1999 | 1.º | 1 183 299 | 37,9 / 100,0 | 13,0 | 52 / 135  | 18  | Oposição |
| 2003 | 1.º | 1 031 454 | 31,2 / 100,0 | 6,7  | 42 / 135  | 10  | Governo  |
| 2006 | 2.º | 796 173   | 26,8 / 100,0 | 4,4  | 37 / 135  | 5   | Governo  |
| 2010 | 2.º | 575 233   | 18,4 / 100,0 | 8,4  | 28 / 135  | 9   | Oposição |
| 2012 | 2.º | 524 707   | 14,4 / 100,0 | 4,0  | 20 / 135  | 8   | Oposição |
| 2015 | 3.º | 523 283   | 12,7 / 100,0 | 1,7  | 16 / 135  | 4   | Oposição |
| 2017 | 4.º | 606 659   | 13,9 / 100,0 | 1,2  | 17 / 135  | 1   | Oposição |

#### Castela-Mancha
| Data | CI. | Votos   | %            | +/- | Deputados | +/- | Status   |
| ---- | --- | ------- | ------------ | --- | --------- | --- | -------- |
| 1983 | 1.º | 416 177 | 46,7 / 100,0 |     | 23 / 44   |     | Governo  |
| 1987 | 1.º | 435 121 | 46,3 / 100,0 | 0,4 | 25 / 47   | 2   | Governo  |
| 1991 | 1.º | 489 876 | 52,2 / 100,0 | 5,9 | 27 / 47   | 2   | Governo  |
| 1995 | 1.º | 483 388 | 45,7 / 100,0 | 6,5 | 24 / 47   | 3   | Governo  |
| 1999 | 1.º | 561 332 | 53,4 / 100,0 | 7,7 | 26 / 47   | 2   | Governo  |
| 2003 | 1.º | 634 132 | 57,8 / 100,0 | 4,4 | 29 / 47   | 3   | Governo  |
| 2007 | 1.º | 572 849 | 52,0 / 100,0 | 5,8 | 26 / 47   | 3   | Governo  |
| 2011 | 2.º | 509 738 | 43,4 / 100,0 | 8,6 | 24 / 49   | 2   | Oposição |
| 2015 | 2.º | 398 104 | 36,1 / 100,0 | 7,3 | 14 / 33   | 9   | Governo  |
| 2019 | 1.º | 475 368 | 44,1 / 100,0 | 5,0 | 19 / 33   | 5   | Governo  |

#### Castela e Leão
| Data | CI. | Votos   | %            | +/-  | Deputados | +/- | Status   |
| ---- | --- | ------- | ------------ | ---- | --------- | --- | -------- |
| 1983 | 1.º | 608 604 | 44,4 / 100,0 |      | 42 / 84   |     | Governo  |
| 1987 | 2.º | 488 469 | 34,0 / 100,0 | 10,4 | 32 / 84   | 10  | Oposição |
| 1991 | 2.º | 504 709 | 36,4 / 100,0 | 2,4  | 35 / 84   | 3   | Oposição |
| 1995 | 2.º | 458 447 | 29,7 / 100,0 | 6,7  | 27 / 84   | 8   | Oposição |
| 1999 | 2.º | 483 675 | 33,1 / 100,0 | 3,4  | 30 / 83   | 3   | Oposição |
| 2003 | 2.º | 576 769 | 36,8 / 100,0 | 3,7  | 32 / 82   | 2   | Oposição |
| 2007 | 2.º | 574 596 | 37,7 / 100,0 | 0,9  | 33 / 83   | 3   | Oposição |
| 2011 | 2.º | 425 777 | 29,7 / 100,0 | 8,0  | 29 / 84   | 4   | Oposição |
| 2015 | 2.º | 353 575 | 25,9 / 100,0 | 3,8  | 25 / 84   | 4   | Oposição |
| 2019 | 1.º | 477 925 | 34,8 / 100,0 | 8,9  | 35 / 81   | 10  | Oposição |

#### Estremadura
| Data | CI. | Votos   | %            | +/-  | Deputados | +/-     | Status   |
| ---- | --- | ------- | ------------ | ---- | --------- | ------- | -------- |
| 1983 | 1.º | 296 939 | 53,0 / 100,0 |      | 35 / 65   |         | Governo  |
| 1987 | 1.º | 292 935 | 49,2 / 100,0 | 3,8  | 34 / 65   | 1       | Governo  |
| 1991 | 1.º | 314 384 | 54,2 / 100,0 | 5,0  | 39 / 65   | 5       | Governo  |
| 1995 | 1.º | 289 149 | 43,9 / 100,0 | 10,3 | 31 / 65   | 8       | Governo  |
| 1999 | 1.º | 313 417 | 48,5 / 100,0 | 4,6  | 34 / 65   | 3       | Governo  |
| 2003 | 1.º | 341 522 | 51,7 / 100,0 | 3,2  | 36 / 65   | 2       | Governo  |
| 2007 | 1.º | 352 342 | 53,0 / 100,0 | 1,3  | 38 / 65   | 2       | Governo  |
| 2011 | 2.º | 290 045 | 43,4 / 100,0 | 9,6  | 30 / 65   | 8       | Oposição |
| 2015 | 1.º | 265 015 | 41,5 / 100,0 | 1,9  | 30 / 65   | Estável | Governo  |
| 2019 | 1.º | 286 563 | 46,7 / 100,0 | 5,2  | 34 / 65   | 4       | Governo  |

#### Galiza
| Data | CI. | Votos   | %            | +/-  | Deputados | +/-     | Status   |
| ---- | --- | ------- | ------------ | ---- | --------- | ------- | -------- |
| 1981 | 3.º | 193 456 | 19,6 / 100,0 |      | 16 / 71   |         | Oposição |
| 1985 | 2.º | 361 946 | 28,7 / 100,0 | 9,1  | 22 / 71   | 6       | Oposição |
| 1989 | 2.º | 433 256 | 32,7 / 100,0 | 4,0  | 28 / 75   | 6       | Oposição |
| 1993 | 2.º | 346 831 | 23,7 / 100,0 | 9,0  | 19 / 75   | 9       | Oposição |
| 1997 | 3.º | 310 508 | 19,5 / 100,0 | 4,2  | 15 / 75   | 4       | Oposição |
| 2001 | 3.º | 334 819 | 21,8 / 100,0 | 2,3  | 17 / 75   | 2       | Oposição |
| 2005 | 2.º | 555 603 | 33,2 / 100,0 | 11,4 | 25 / 75   | 8       | Governo  |
| 2009 | 2.º | 524 488 | 31,0 / 100,0 | 2,2  | 25 / 75   | Estável | Oposição |
| 2012 | 2.º | 297 584 | 20,6 / 100,0 | 10,4 | 18 / 75   | 7       | Oposição |
| 2016 | 3.º | 256 381 | 17,9 / 100,0 | 2,7  | 14 / 75   | 4       | Oposição |
| 2020 | 3.º | 253 750 | 19,4 / 100,0 | 1,5  | 14 / 75   | Estável | Oposição |

#### La Rioja
| Data | CI. | Votos  | %            | +/-  | Deputados | +/-     | Status   |
| ---- | --- | ------ | ------------ | ---- | --------- | ------- | -------- |
| 1983 | 1.º | 63 848 | 47,2 / 100,0 |      | 18 / 35   |         | Governo  |
| 1987 | 1.º | 57 178 | 39,6 / 100,0 | 7,6  | 14 / 33   | 4       | Oposição |
| 1991 | 1.º | 60 843 | 42,4 / 100,0 | 2,8  | 16 / 33   | 2       | Governo  |
| 1995 | 2.º | 56 335 | 34,1 / 100,0 | 8,3  | 12 / 33   | 4       | Oposição |
| 1999 | 2.º | 55 126 | 35,3 / 100,0 | 1,2  | 13 / 33   | 1       | Oposição |
| 2003 | 2.º | 66 410 | 38,2 / 100,0 | 2,9  | 14 / 33   | 1       | Oposição |
| 2007 | 2.º | 69 858 | 40,4 / 100,0 | 2,2  | 14 / 33   | Estável | Oposição |
| 2011 | 2.º | 50 169 | 30,3 / 100,0 | 10,1 | 11 / 33   | 3       | Oposição |
| 2015 | 2.º | 43 689 | 26,7 / 100,0 | 3,6  | 10 / 33   | 1       | Oposição |
| 2019 | 1.º | 62 925 | 38,7 / 100,0 | 12,0 | 15 / 33   | 5       | Governo  |

#### Madrid
| Data    | CI. | Votos     | %            | +/-  | Deputados | +/-     | Status   |
| ------- | --- | --------- | ------------ | ---- | --------- | ------- | -------- |
| 1983    | 1.º | 1 181 277 | 50,5 / 100,0 |      | 51 / 94   |         | Governo  |
| 1987    | 1.º | 932 878   | 38,4 / 100,0 | 12,1 | 40 / 96   | 11      | Governo  |
| 1991    | 2.º | 820 510   | 36,6 / 100,0 | 1,8  | 41 / 101  | 1       | Governo  |
| 1995    | 2.º | 860 726   | 29,7 / 100,0 | 6,9  | 32 / 103  | 9       | Oposição |
| 1999    | 2.º | 944 819   | 36,4 / 100,0 | 6,7  | 39 / 102  | 7       | Oposição |
| 05/2003 | 2.º | 1 225 390 | 40,0 / 100,0 | 3,6  | 47 / 111  | 8       | Governo  |
| 10/2003 | 2.º | 1 083 205 | 39,0 / 100,0 | 1,0  | 45 / 111  | 2       | Oposição |
| 2007    | 2.º | 1 002 862 | 33,6 / 100,0 | 5,4  | 42 / 120  | 3       | Oposição |
| 2011    | 2.º | 786 297   | 26,3 / 100,0 | 7,3  | 36 / 129  | 6       | Oposição |
| 2015    | 2.º | 807 385   | 25,4 / 100,0 | 0,9  | 37 / 129  | 1       | Oposição |
| 2019    | 1.º | 879 756   | 27,4 / 100,0 | 2,0  | 37 / 132  | Estável | Oposição |

#### Região de Múrcia
| Data | CI. | Votos   | %            | +/-     | Deputados | +/- | Status   |
| ---- | --- | ------- | ------------ | ------- | --------- | --- | -------- |
| 1983 | 1.º | 238 968 | 52,2 / 100,0 |         | 26 / 43   |     | Governo  |
| 1987 | 1.º | 221 377 | 43,7 / 100,0 | 8,5     | 25 / 45   | 1   | Governo  |
| 1991 | 1.º | 234 421 | 45,3 / 100,0 | 1,6     | 24 / 45   | 1   | Governo  |
| 1995 | 2.º | 200 133 | 31,7 / 100,0 | 13,6    | 15 / 45   | 9   | Oposição |
| 1999 | 2.º | 219 798 | 35,9 / 100,0 | 4,2     | 18 / 45   | 3   | Oposição |
| 2003 | 2.º | 221 392 | 34,1 / 100,0 | 1,8     | 16 / 45   | 2   | Oposição |
| 2007 | 2.º | 207 998 | 32,0 / 100,0 | 2,1     | 15 / 45   | 1   | Oposição |
| 2011 | 2.º | 155 506 | 23,9 / 100,0 | 8,1     | 11 / 45   | 4   | Oposição |
| 2015 | 2.º | 153 231 | 23,9 / 100,0 | Estável | 13 / 45   | 2   | Oposição |
| 2019 | 1.º | 211 259 | 32,4 / 100,0 | 8,5     | 17 / 45   | 4   | Oposição |

#### Navarra
| Data | CI. | Votos  | %            | +/-  | Deputados | +/-     | Status            |
| ---- | --- | ------ | ------------ | ---- | --------- | ------- | ----------------- |
| 1979 | 2.º | 48 289 | 18,9 / 100,0 |      | 15 / 70   |         | Oposição          |
| 1983 | 1.º | 94 737 | 35,6 / 100,0 | 16,7 | 20 / 50   | 5       | Governo           |
| 1987 | 1.º | 78 453 | 27,7 / 100,0 | 7,9  | 15 / 50   | 5       | Governo           |
| 1991 | 2.º | 91 645 | 33,4 / 100,0 | 5,7  | 19 / 50   | 4       | Oposição          |
| 1995 | 2.º | 62 021 | 20,9 / 100,0 | 12,5 | 11 / 50   | 8       | Governo           |
| 1999 | 2.º | 61 531 | 20,3 / 100,0 | 0,6  | 11 / 50   | Estável | Oposição          |
| 2003 | 2.º | 65 003 | 21,2 / 100,0 | 0,9  | 11 / 50   | Estável | Oposição          |
| 2007 | 3.º | 74 158 | 22,5 / 100,0 | 1,3  | 12 / 50   | 1       | Oposição          |
| 2011 | 2.º | 51 238 | 15,9 / 100,0 | 6,6  | 9 / 50    | 3       | Governo           |
| 2015 | 5.º | 45 164 | 13,4 / 100,0 | 2,5  | 7 / 50    | 2       | Apoio parlamentar |
| 2019 | 2.º | 70 143 | 20,6 / 100,0 | 7,2  | 11 / 50   | 4       | Governo           |

#### Comunidade Valenciana
| Data | CI. | Votos   | %            | +/-  | Deputados | +/-     | Status   |
| ---- | --- | ------- | ------------ | ---- | --------- | ------- | -------- |
| 1983 | 1.º | 982 567 | 51,4 / 100,0 |      | 51 / 89   |         | Governo  |
| 1987 | 1.º | 828 961 | 41,3 / 100,0 | 10,1 | 42 / 89   | 9       | Governo  |
| 1991 | 1.º | 860 429 | 42,8 / 100,0 | 1,5  | 45 / 89   | 3       | Governo  |
| 1995 | 2.º | 804 463 | 34,0 / 100,0 | 8,8  | 32 / 89   | 13      | Oposição |
| 1999 | 2.º | 768 548 | 33,9 / 100,0 | 0,1  | 35 / 89   | 3       | Oposição |
| 2003 | 2.º | 874 288 | 36,0 / 100,0 | 2,1  | 35 / 89   | Estável | Oposição |
| 2007 | 2.º | 838 987 | 34,5 / 100,0 | 1,5  | 38 / 99   | 3       | Oposição |
| 2011 | 2.º | 687 141 | 28,0 / 100,0 | 6,5  | 33 / 99   | 5       | Oposição |
| 2015 | 2.º | 509 098 | 20,6 / 100,0 | 7,4  | 23 / 99   | 10      | Governo  |
| 2019 | 1.º | 643 909 | 23,9 / 100,0 | 3,3  | 27 / 99   | 4       | Governo  |

#### Cidade autônoma de Ceuta
| Data | CI. | Votos | %            | +/-  | Deputados | +/-     | Status   |
| ---- | --- | ----- | ------------ | ---- | --------- | ------- | -------- |
| 1979 | 3.º | 3 584 | 18,6 / 100,0 |      | 5 / 25    |         | Oposição |
| 1983 | 1.º | 8 071 | 42,4 / 100,0 | 23,8 | 12 / 25   | 7       | Governo  |
| 1987 | 1.º | 6 504 | 31,5 / 100,0 | 10,9 | 8 / 25    | 4       | Governo  |
| 1991 | 3.º | 3 004 | 12,5 / 100,0 | 19,0 | 3 / 25    | 5       | Governo  |
| 1995 | 4.º | 3 770 | 13,3 / 100,0 | 0,8  | 3 / 25    | Estável | Governo  |
| 1999 | 4º  | 2 481 | 7,5 / 100,0  | 5,8  | 2 / 25    | 1       | Oposição |
| 2003 | 3.º | 2 905 | 8,8 / 100,0  | 1,3  | 2 / 25    | Estável | Oposição |
| 2007 | 3.º | 2 985 | 8,7 / 100,0  | 0,1  | 2 / 25    | Estável | Oposição |
| 2011 | 3.º | 3 601 | 11,7 / 100,0 | 3,0  | 3 / 25    | 1       | Oposição |
| 2015 | 2.º | 4 095 | 14,0 / 100,0 | 2,3  | 4 / 25    | 1       | Oposição |
| 2019 | 2.º | 8 655 | 25,6 / 100,0 | 11,6 | 7 / 25    | 3       | Oposição |

#### Cidade autônoma de Melilha
| Data | CI. | Votos | %            | +/-  | Deputados | +/- | Status   |
| ---- | --- | ----- | ------------ | ---- | --------- | --- | -------- |
| 1979 | 3.º | 2 696 | 19,4 / 100,0 |      | 5 / 25    |     | Oposição |
| 1983 | 1.º | 8 117 | 49,0 / 100,0 | 29,6 | 14 / 25   | 9   | Governo  |
| 1987 | 1.º | 8 932 | 47,9 / 100,0 | 1,1  | 13 / 25   | 1   | Governo  |
| 1991 | 2.º | 8 387 | 40,9 / 100,0 | 7    | 11 / 25   | 2   | Oposição |
| 1995 | 2.º | 5 232 | 20,1 / 100,0 | 20,8 | 5 / 25    | 6   | Oposição |
| 1999 | 6º  | 2 674 | 9,5 / 100,0  | 10,6 | 2 / 25    | 4   | Governo  |
| 2003 | 3.º | 3 365 | 12,1 / 100,0 | 2,6  | 3 / 25    | 1   | Oposição |
| 2007 | 3.º | 5 246 | 18,5 / 100,0 | 6,4  | 5 / 25    | 2   | Oposição |
| 2011 | 3.º | 2 661 | 8,5 / 100,0  | 10,0 | 2 / 25    | 3   | Oposição |
| 2015 | 3.º | 4 013 | 12,6 / 100,0 | 4,1  | 3 / 25    | 1   | Oposição |
| 2019 | 3.º | 4 928 | 14,4 / 100,0 | 1,8  | 4 / 25    | 1   | Governo  |

### Eleições locais
| Data | Líder                        | CI. | Votos     | %            | +/-- | Mandatos        | +/-    |
| ---- | ---------------------------- | --- | --------- | ------------ | ---- | --------------- | ------ |
| 1979 | Felipe González              | 2.º | 4 615 837 | 28,2 / 100,0 |      | 12 059 / 67 505 |        |
| 1983 | Felipe González              | 1.º | 7 683 197 | 43,0 / 100,0 | 14,8 | 23 325 / 67 312 | 11 266 |
| 1987 | Felipe González              | 1.º | 7 229 782 | 37,1 / 100,0 | 5,9  | 23 241 / 65 577 | 84     |
| 1991 | Felipe González              | 1.º | 7 224 242 | 38,3 / 100,0 | 1,2  | 25 260 / 66 308 | 2 019  |
| 1995 | Felipe González              | 2.º | 6 838 607 | 30,8 / 100,0 | 7,5  | 21 189 / 65 869 | 4 071  |
| 1999 | Joaquín Almunia              | 2.º | 7 296 484 | 34,3 / 100,0 | 3,5  | 21 917 / 65 201 | 728    |
| 2003 | José Luis Rodríguez Zapatero | 1.º | 7 999 178 | 34,8 / 100,0 | 0,5  | 23 224 / 65 610 | 1 307  |
| 2007 | José Luis Rodríguez Zapatero | 2.º | 7 760 865 | 34,9 / 100,0 | 0,1  | 24 029 / 66 131 | 805    |
| 2011 | José Luis Rodríguez Zapatero | 2.º | 6 275 314 | 27,8 / 100,0 | 7,1  | 21 766 / 68 230 | 2 263  |
| 2015 | Pedro Sánchez                | 2.º | 5 603 823 | 25,0 / 100,0 | 2,8  | 20 823 / 67 611 | 943    |
| 2019 | Pedro Sánchez                | 1.º | 6 656 965 | 29,3 / 100,0 | 4,3  | 22 323 / 67 515 | 1 500  |

## Membros históricos de destaque
- Pablo Iglesias Posse
- Francisco Largo Caballero
- Indalecio Prieto
- Julián Besteiro
- Manuel Marín

## Glossário de termos utilizados pelo PSOE
- Barão (barón). Se refere aos líderes regionais. Podem ser muito poderosos, especialmente se governam uma comunidade autônoma. Tem ocorrido numerosos conflitos entre os barões e o governo central. Entre os barões se encontram Pasqual Maragall (Catalunha), Juan Carlos Rodríguez Ibarra (Estremadura), Manuel Chaves (Andaluzia). Enrique Barón foi ministro da indústria do PSOE, mas seu sobrenome é apenas uma coincidência. O termo barão é mais coloquial do que oficial, e representa o grande poder que têm estas pessoas no partido.
- Companheiro (compañero). É um termo similar ao camarada utilizado pelos comunistas.
- Correntes (corrientes). Como em todos os partidos políticos, há vários grupos internos dentro do PSOE basados em afinidades pessoais ou ideológicas. Entre as correntes históricas se encontram os "Guerristas" (seguidores de Alfonso Guerra), os "Renovadores" e a "Esquerda Socialista".